# 小林治 (ライター)
小林 治（こばやし おさむ、1966年 - ）は、フリーランスのアニメ系ライター・ラジオ番組構成作家。

## 概要
東海大学卒業後、みのり書房に入社し「月刊OUT」の編集者となる。副編集長の時に、学習研究社「アニメV」副編集長の水間秀樹と共に「副編ブラザーズ」というユニットを組み、CD『アニメ雑誌の編集は3日やったらやめられない』をリリースしたり、ラジオ番組『波乗り!アニメジャーナル』のパーソナリティを務める。
1998年9月から2001年9月まで、飯塚雅弓とともに、キッズステーションのアニメ紹介番組『アニメぱらだいす!』の司会を務める。
2003年7月から2005年3月まで『激☆店』にて「店長」役を務める。以降「店長」と通称されるようになる。
インターネットラジオ番組『うらけん』では、池端隆史やUPLIFTらと共にそのマニアぶりを披露した。
2006年5月から2010年2月にはWOWOWのインターネットラジオAZステーション内で、『わう*アニ HOTレビュー』のメインパーソナリティを務めていた。

## 出演作品
代表的なもののみ記載。出演作品の詳細・仕事歴は「ファクトリィきゃの」のProfileのページを参照。

### ラジオ
- 波乗り!アニメジャーナル（1996年10月 - 1998年4月） - パーソナリティ・構成作家
  - アニメエクスタシー 〜波乗り!妄想系〜（1998年4月 - 12月） - パーソナリティ・構成作家

### インターネットラジオ
- 浮気なパイレーツ 春の池端監督祭り → うらけん - パーソナリティ
- BURNING EMOTION 熱きBOX 魂 - パーソナリティ・構成作家
- わう*アニ HOTレビュー - パーソナリティ・構成作家
- どきゅあに（アニメイトTV） - パーソナリティ（2009年 - 2011年）
- GENEON&キャララジオ Presents のら犬兄弟のギョーカイ時事放談！ - ゲスト（#76、77）

### テレビ
- 激☆店 - 店長役

### CD
- アニメ雑誌の編集は3日やったらやめられない - 作詞・歌（ポニーキャニオン 1995年7月4日発売 規格番号PCDG-00074）